# Jungfrulinsläktet
Jungfrulinsläktet (Polygala) är ett släkte i familjen jungfrulinsväxter med över 600 arter. De förekommer i hela världen utom i Polynesien, Nya Zeeland och Antarktis. Tre arter är vildväxande i Sverige(*) och ytterligare några odlas som trädgårdsväxter.

## Bygdemål
I Svenskfinland förekommer namnet korsblomma för släktet Polygala, utan närmare bestämning av arten. Detta ska inte förväxlas med Kristikorsblomma, Passiflora caerulea, som är en helt annan art.